# Modernisme dans l'Église catholique
Pour les articles homonymes, voir Modernisme (homonymie).

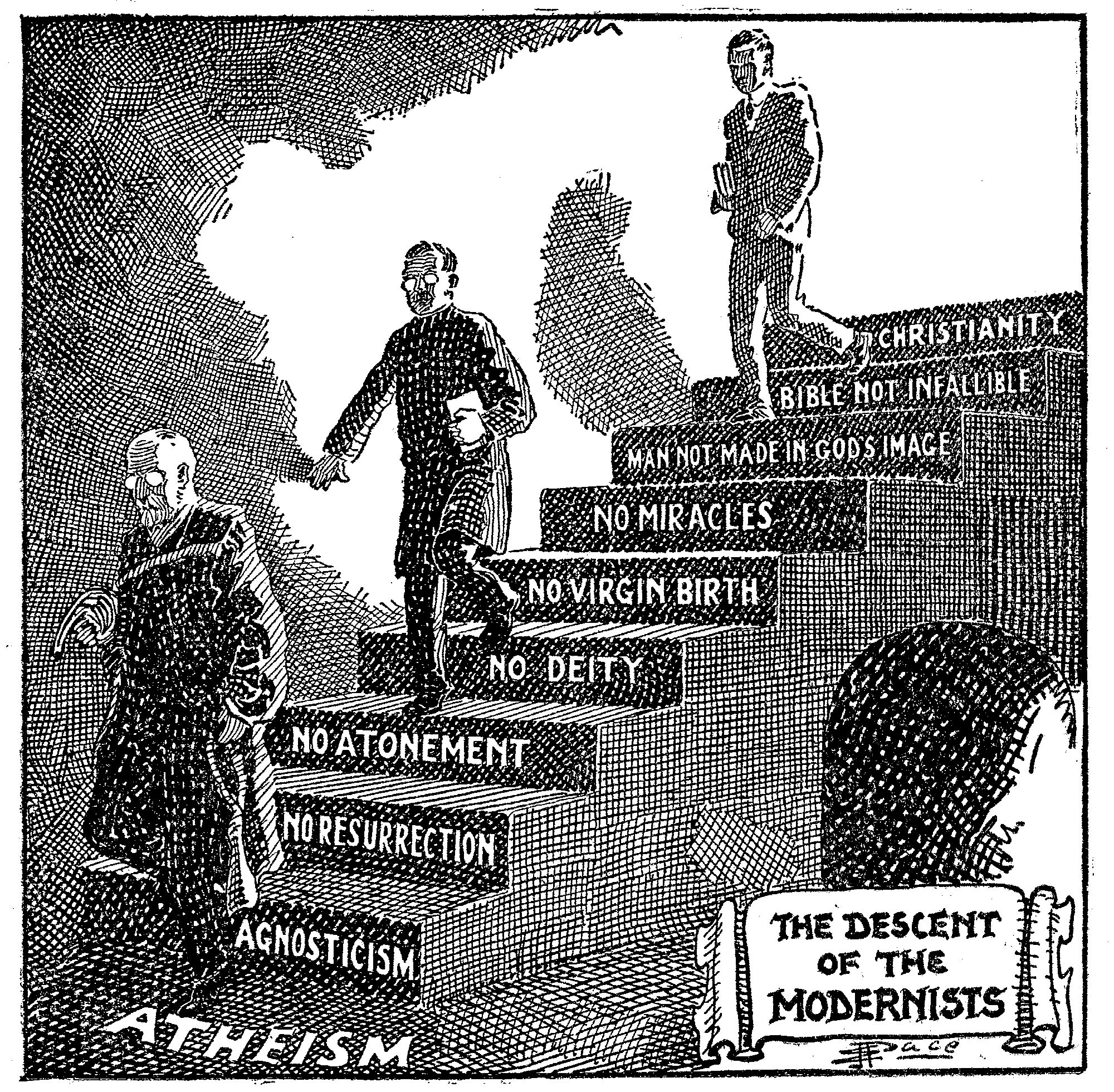
La Descente des Modernistes, illustration dans Christian cartoons de E. J. Pace en 1922. Les marches sont :
Christianisme → La Bible pas infaillible → L'homme pas fait à l'image de Dieu → Pas de miracle → Pas de conception virginale → Pas de déité → Pas d'expiation → Pas de résurrection → Agnosticisme → Athéisme

Le modernisme dans l'Église catholique se réfère à des opinions théologiques et à des engagements idéologiques exprimés depuis la fin du XIXe siècle et le début du XXe siècle, avec une influence prolongée jusqu'au XXIe siècle. Ces prises de position se caractérisent par une rupture avec l'enseignement catholique traditionnel, à la lumière des théories philosophiques, historiques et psychologiques du XXe siècle et par un appel à la liberté de conscience. Elles ont été condamnées notamment par le pape Pie X comme un péché dans l'encyclique Pascendi Dominici gregis.
On distingue plusieurs grandes périodes : la crise moderniste qui s'étend de la fin du XIXe siècle jusqu'au début du XXe siècle, les difficultés que des mouvements jugés « modernistes » comme Le Sillon rencontrent avec l'Église catholique, la Nouvelle Théologie apparue dans les années 1930 et qui s'attire dans l'après-guerre la condamnation de Pie XII, et enfin la période post-conciliaire, de Vatican II à nos jours, où s'opposent traditionalisme et modernisme.

## Chronologie

### Définition
Au sens strict et historique, le terme « modernisme » dans le catholicisme apparaît à Rome en janvier 1904 dans une revue d'histoire ecclésiastique mais circule déjà parmi les
théologiens romains. Avant, il est question de « loisysme » du nom d'Alfred Loisy. Le terme « modernisme » n'est définitivement consacré qu'en 1907 avec l'encyclique de Saint Pie X Pascendi Dominici Gregis qui condamne les « erreurs du modernisme ». Cependant, selon Lester R. Kurtz, la définition vaticane du modernisme ne distingue pas les modernistes catholiques et les profanes car elle groupe les modernistes catholiques avec les modernistes profanes et les anticléricaux comme des ennemis de l'Église.

### Crise moderniste

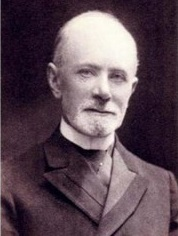
Alfred Loisy

Le modernisme au sein de l'Église catholique devient plus apparent à la fin du XIXe siècle et entraîne au tournant du XXe siècle une crise, appelée aussi controverse. Cette crise moderniste s'articule principalement autour de la publication en novembre 1902 de L'Évangile et l'Église d'Alfred Loisy qui crée un scandale dans les milieux catholiques. Le livre, destiné à être une apologie historique du christianisme en réponse au livre L'Essence du christianisme d'Adolf von Harnack, développe des conceptions presque irrecevables par rapport à la tradition scolastique. Loisy fait publier l'année suivante Autour d'un petit livre qui sont des réflexions sous forme de lettres pour expliquer la visée du précédent ouvrage, mais cette publication accentue les oppositions au lieu de les calmer. La crise prend officiellement fin en 1907 avec l'encyclique du pape Pie X Pascendi Dominici gregis condamnant les « erreurs du modernisme » considéré comme « la synthèse de toutes les hérésies » et l'excommunication de Loisy en 1908.

### Réaction intégriste
Si la controverse moderniste est tranchée le 10 septembre 1907 au plan magistériel par l'encyclique Pascendi Dominici gregis stigmatisant le modernisme comme le « carrefour de toutes les hérésies », elle n'aboutit à aucun schisme, ni aucune révolte note Émile Poulat.

### Nouvelle Théologie
Le problème dogmatique non résolu par la condamnation du modernisme est enterré mais, selon le théologien américain Avery Dulles, refait surface dans les années trente avec la Nouvelle Théologie. Le mouvement aussi appelé le Ressourcement est critiqué par les néo-thomistes comme étant du modernisme déguisé. Par exemple le théologien français Réginald Garrigou-Lagrange dans un article publié en 1946 sous le titre « La Nouvelle Théologie, où va-t-elle? », répond lui-même à la question dans sa conclusion par la phrase désormais célèbre « Où va la nouvelle théologie ? Elle revient au modernisme ».
À la suite de l'article de Garrigou-Lagrange, le Supérieur général de la Compagnie de Jésus Jean-Baptiste Janssens lance une enquête sur l'orthodoxie des Jésuites de Lyon-Fourvière qui donne lieu en juin 1950 au transfert de Henri de Lubac et Henri Bouillard de Lyon à Paris. Dans le même temps, les débats font rage entre les Dominicains toulousains de la Revue thomiste et romains de la revue Angelicum de l'Université pontificale Saint-Thomas-d'Aquin d'un côté et les Jésuites de Lyon et leur revue Recherches de science religieuse de l'autre. Ils continuent jusqu'en août 1950, malgré l'intervention du Pape Pie XII en 1946, quand celui-ci promulgue Humani generis. Même si l'encyclique ne mentionne pas la Nouvelle Théologie, elle condamne les « systèmes nouveaux ».

### Post-Vatican II
En 1998, l'encyclique Fides et ratio de Jean-Paul II reprend les positions de Pie X sur le rejet du modernisme mais aussi celles de Pie XII dans Humani generis sur la mise en garde contre les « interprétations erronées, liées aux thèses de l'évolutionnisme, de l'existentialisme et de l'historicisme ». Jean-Paul II, élève de Réginald Garrigou-Lagrange, doit selon Michael Walsh au thomisme une grande influence sur sa pensée, bien plus que la Nouvelle Théologie, alors que cette dernière a eu le plus grand impact sur l'élaboration des documents de Vatican II et que ce concile fut un moment critique pour le thomisme. Tout en réaffirmant que la pensée de Thomas d'Aquin reste « un authentique modèle pour ceux qui recherchent la vérité », Jean-Paul II déclare qu'il n'existe pas d'attachement dogmatique à celle-ci et soutient l'idée d'un pluralisme théologique et philosophique qui a marqué le dernier concile.

## Figures principales

### En Allemagne
Joseph Sauer (1872-1949)
Théologien catholique allemand, également historien du christianisme et historien de l'art. Il est la connexion principale du Baron Von Hügel en Allemagne, le curateur de la traduction allemande de L'Évangile et l'Église de Loisy et aussi un ami de Georges Tyrrell et Henri Bremond.

### En Angleterre
George Tyrrell (1861-1909)
Irlandais anglican converti au catholicisme, il rejoint les Jésuites en 1890 et est ordonné prêtre l'année suivante. Il écrit A Perverted Devotion, article critiquant l'approche scholastique comme inapplicable en matière de foi et est réprimé par son ordre. Il continue d'écrire sous pseudonyme mais est découvert. Il est exclu de la Compagnie de Jésus en 1906 après son refus de rétractations publiques. Il est excommunié l'année suivante.
Friedrich von Hügel (1852-1925)
Philosophe, exégète, théologien et écrivain catholique autrichien naturalisé anglais en 1914.
Maude Petre (1863-1942)
Religieuse des Filles du Cœur de Marie, elle se lie d'amitié avec George Tyrrell en 1900. À la suite de la publication de son livre Catholicism and Independence: Being Studies in Spiritual Liberty, le renouvellement de ses vœux est refusé. Elle est mise à l'Index à cause de ses amitiés avec Tyrrell. Elle écrit en 1914 une analyse du modernisme appelée Modernism: Its Failure and Its Fruits et la publie en 1918. Elle signe également deux autres livres sur des figures modernistes : Von Hügel and Tyrrell: The Story of a Friendship en 1937 et Alfred Loisy: His Religious Significance posthumément en 1944.

### En France
Alfred Loisy (1857-1940)
Prêtre et théologien catholique. Déclencheur et figure principale de la crise moderniste.
Lucien Laberthonnière (1860-1932)
Oratorien, il publie en 1903 les Essais de philosophie religieuse et, en 1906, Le Réalisme chrétien et l'Idéalisme grec, où il critique le thomisme. Ses deux livres sont mis à l'Index en 1906 et la revue qu'il dirige, les Annales de philosophie chrétienne, est également condamnée en 1913. Il est interdit de publication peu après.
Henri Bouillard (1908-1981)
Théologien jésuite français. Professeur de théologie fondamentale à l’Institut catholique de Paris, il fonde en 1967 l’Institut de science et théologie des religions avec Jean Daniélou.

### En Italie
Romolo Murri (1870-1944)
Prêtre et théologien catholique. Un des fondateurs de la démocratie chrétienne en Italie. Il est excommunié en 1909 à la suite de son élection comme député avec la Ligue démocratique nationale mais l'excommunication est révoquée par Pie XII en 1943.
Ernesto Buonaiuti (1881-1946)
Prêtre catholique, historien du christianisme, philosophe de la religion et théologien. Considéré comme la figure de proue du modernisme italien, il est excommunié en 1926.

## Influence culturelle
L'influence du modernisme religieux dans la culture est attestée dans certaines scènes de la littérature. Ainsi, dans Le Rouge et le Noir, livre de Stendhal qui causa un certain scandale à son époque, on voit cette discussion sur le rapport aux Saintes Écritures entre le jeune aspirant Julien Sorel et le recteur du séminaire :

« Au fait, pensa l’abbé Pirard, voilà bien cette tendance fatale au protestantisme que j’ai toujours reprochée à Chélan. Une connaissance approfondie et trop approfondie des saintes Écritures.
(Julien venait de lui parler, sans être interrogé à ce sujet, du temps véritable où avaient été écrits la Genèse, le Pentateuque, etc.)
À quoi mène ce raisonnement infini sur les saintes Écritures, pensa l’abbé Pirard, si ce n’est à l’examen personnel, c’est-à-dire au plus affreux protestantisme ? Et à côté de cette science imprudente, rien sur les Pères qui puisse compenser cette tendance. »

— Stendhal, Le Rouge et le Noir (1830)

## Historiographie
Pour l'historien Étienne Fouilloux le modernisme est « la matrice intellectuelle du catholicisme contemporain dans la mesure précisément où elle se définit par sa volonté de relire le message fondateur à la lueur des connaissances scientifiques du siècle dernier ».
Émile Poulat considère que l'historiographie du modernisme catholique devient de plus en plus importante :
« Le modernisme, longtemps présenté comme l'aberration étroitement localisée de quelques clercs, est en train d'occuper dans notre historiographie religieuse une place analogue à celle qu'y tient aujourd'hui, par exemple, le jansénisme. »
Pour les historiens en général, Émile Poulat estime également dans son testament « intellectuel et spirituel » qu'ils sont aujourd'hui tous modernistes, y compris les historiens catholiques et que le kantisme est « la forma mentis, la forme d’esprit qui façonne aujourd’hui tout homme normalement constitué. L’homme politique, l’industriel, le scientifique, même le catholique est spontanément kantien ».
Le théologien dominicain Aidan Nichols pense que le modernisme catholique est un phénomène tellement complexe que son histoire définitive et son évaluation théologique restent encore à être écrites.

### Ouvrages généraux
- (de) Claus Arnold, Kleine Geschichte des Modernismus, Herder, 2007, 160 p. (ISBN 978-3-451-29106-7)
- (en) Dominique Bourmaud, One Hundred Years of Modernism : A Genealogy of the Principles of the Second Vatican Council, Kansas City, Angelus Press, 2006, 356 p. (ISBN 978-1-892331-43-4, OCLC 72871306)
- François Chaubet (dir.), Catholicisme et monde moderne aux XIXe et XXe siècles : autour du "Modernisme", Dijon, Éditions universitaires de Dijon, coll. « Écritures », 2008, 124 p.
- Pierre Colin, L'Audace et le Soupçon : la crise du modernisme dans le catholicisme français (1893-1914), Paris, Éditions Desclée de Brouwer, 1997, 523 p. (ISBN 978-2-220-03853-7)
- (en) Avery Dulles, The Survival of Dogma : Faith, Authority, and Dogma in a Changing World, Crossroad, 1982, 3e éd., 240 p. (ISBN 978-0-8245-0427-4)
- Étienne Fouilloux, Une Église en quête de liberté : la pensée catholique française entre modernisme et Vatican II (1914-1962), Desclée de Brouwer, 1998, 325 p. (ISBN 978-2-220-04227-5)
- Maurilio Guasco (trad. Jean-Dominique Durand), Le modernisme : Les faits, les idées, les hommes [« Il modernismo. I fatti, le idee, i personnaggi »], Desclée de Brouwer, 2007 (1re éd. 1995), 270 p. (ISBN 978-2-220-05781-1)
- Jean Greisch, Karl Neufeld et Christoph Théobald, La crise contemporaine. : Du modernisme à la crise des herméneutiques, Paris, Beauchesne, coll. « Théologie historique » (no 24), 1973, 192 p. (ISBN 978-2-7010-0058-9, présentation en ligne)
- Yves-Marie Hilaire, De Renan à Marrou : L'histoire du christianisme et les progrès de la méthode historique (1863-1968), Presses Univ. Septentrion, 1999, 262 p. (ISBN 978-2-85939-602-2, lire en ligne)
- (en) Harvey Hill, The Politics of Modernism : Alfred Loisy and the Scientific Study of Religion, Washington, Catholic University of America Press, 2002, 273 p. (ISBN 978-0-8132-1094-0, lire en ligne)
- (en) Darrell Jodock, Catholicism Contending with Modernity : Roman Catholic modernism and anti-modernism in historical context, Cambridge University Press, 2011, 360 p. (ISBN 978-0-521-17502-9)
- Walter Lang, Der Modernismus als Gefährdung des christlichen Glaubens, Buttenwiesen, 2004  (ISBN 3-934225-34-9)
- François Laplanche, La crise de l'origine : la science catholique des Évangiles et l'histoire au XXe siècle, Paris, Albin Michel, 2006 (présentation en ligne)
- François Laplanche (dir.), Ilaria Biagioli (dir.) et Claude Langlois (dir.), Autour d'un petit livre. Alfred Loisy, cent ans après : Actes du colloque international tenu à Paris, les 23-24 mai 2003, Brepols, 2007, 351 p. (ISBN 978-2-503-52342-2, DOI 10.1484/M.BEHE-EB.5.106526)
- François Laplanche, « Modernisme, religion », dans Dictionnaire des Idées, Paris, Universalis, 2012 (ISBN 978-2-85229-934-4)
- (en) Thomas Michael Loome, Liberal Catholicism, Reform Catholicism, Modernism : A Contribution to a New Orientation in Modernist Research, Mayence, Matthias-Grünewald-Verlag, coll. « Tubinger Theologische Stüdien », janvier 1979, 452 p. (ISBN 978-3-7867-0660-1)
- (en) Gerard Loughlin, « Catholic Modernism », dans David Ferguson, The Blackwell Companion to Nineteenth-Century Theology, Oxford, Wiley-Blackwell, avril 2010, 552 p. (ISBN 978-0-631-21718-3, présentation en ligne), p. 486-508
- (de) Peter Neuner, Der Streit um den katholischen Modernismus, Francfort, Verlag der Weltreligionen, 2009, 437 p. (ISBN 978-3-458-71021-9)
- Émile Poulat, Histoire, dogme et critique de la crise moderniste, Paris, Casterman (réimpr. 1979, 1996 (Albin Michel)) (1re éd. 1962)
- Émile Poulat, Modernistica : Horizons, physionomies, débats, Nouvelles Éditions latines, 1982, 311 p.
- Émile Poulat, « Modernisme », dans Philippe Levillain (dir.), Dictionnaire historique de la papauté, Paris, 1994, p. 1122-1126
- Émile Poulat, « Modernisme, catholicisme », dans Dictionnaire des Idées & Notions en Religion, Paris, Universalis, 2015, 459 p.
- (en) Russell Shaw, « Under the Ban: Modernism, Then and Now », Crisis Magazine, Washington DC,‎ septembre 2007, p. 10-17 (lire en ligne)
- (it) Nicola Raponi et Annibale Zambarbieri, « Modernismo », dans Francesco Traniello et Giorgio Campanini, Dizionario storico del movimento cattolico in Italia 1860 – 1980, vol. 1 : I fatti e le idee, Torino, Marietti, 1981, 490 p. (ISBN 978-8821181511, présentation en ligne), p. 310-333
- (es) Cristóbal Robles Muñoz, El modernismo religioso y su crisis
  - (es) Cristóbal Robles Muñoz, El modernismo religioso y su crisis, vol. 1 : Preliminares, ACCI, coll. « Historia », 20 avril 2015 (ISBN 978-84-16549-57-3, lire en ligne)
  - (es) Cristóbal Robles Muñoz, El modernismo religioso y su crisis, vol. 2 : La condena (1906-1913), ACCI, coll. « Historia », 20 avril 2015 (ISBN 978-84-16549-85-6, lire en ligne)
  - (es) Cristóbal Robles Muñoz, El modernismo religioso y su crisis, vol. 3 : Despuès de Pio X, ACCI, coll. « Historia », 20 avril 2015 (lire en ligne)
- (en) C.J.T. Talar (dir.) et Lawrence F. Barmann (dir.), Roman Catholic Modernists Confront the Great War, New York, Palgrave McMillan, 2015, 165 p. (ISBN 978-1-137-52736-3, lire en ligne)
- (it) Giovanni Vian, Il modernismo : la Chiesa cattolica in conflitto con la modernità, vol. 133, Rome, Carocci, coll. « Frecce », 2012, 186 p. (ISBN 978-88-430-6344-4)
- (de) Hubert Wolf (dir.), Antimodernismus und Modernismus in der katholischen Kirche. Beiträge zum theologiegeschichtlichen Vorfeld des II Vaticanums, Paderborn, Schöningh, 1998 (ISBN 3-506-73762-7).
- (de) Hubert Wolf et Judith Schepers (dir.), In wilder zügelloser Jagd auf Neues. 100 Jahre Modernismus und Antimodernismus in der katholischen Kirche, Paderborn, Schöningh, 2010 (ISBN 978-3-506-76511-6)

### Articles
- Philippe Boutry, « L'Église et la civilisation moderne de Pie IX à Pie X », École française de Rome, 1989
- Christoph Theobald, « Du nouveau dans la recherche sur le "modernisme" », Recherches de science religieuse, 2011

### Modernisme en Europe
- (it) Don Lorenzo Bedesh, Il modernismo e Romolo Murri in Italia, Parme Guanda, 1968
- (it) Claus Arnold et Giovanni Vian (eds), La condanna del modernismo : Documenti, interpretazioni, conseguenze, Rome, Viella, 2010
- (en) Brian Porter-Szűcs, « Marking the Boundaries of the Faith: Catholic Modernism and the Radical Right in Early Twentieth Century Poland », dans Elwira M. Grossman, Studies in Language, Literature and Cultural Mythology in Poland: Investigating “the Other”, Lewiston-Lampeter, Edwin Mellen Press, 2002, p. 261-286
- (en) Religious Modernism in the Low Countries, Louvain, Peeters Publishers, coll. « Bibliotheca Ephemeridum Theologicarum Lovaniensium », 2013, X-271 p. (ISBN 978-90-429-2741-4)

### Nouvelle Théologie
- (en) Gerard Loughlin, « Nouvelle Théologie: A Return to Modernism? », dans Gabriel Flynn & Paul D. Murray, Ressourcement: A Movement for Renewal in Twentieth-Century Catholic Theology, Oxford, Oxford University Press, 2011, 583 p. (ISBN 9780199552870, présentation en ligne), p. 49
- Étienne Fouilloux, « «Nouvelle théologie» et théologie nouvelle (1930-1960) », dans Benoît Pellistrandi, L'histoire religieuse en France et en Espagne, Madrid, Casa de Velazquèz, 2004, 506 p. (ISBN 978-8495555625), p. 411-425.